# Христофорівка (Синельниківський район)
Христофорівка (до 2016 — Комунарівка) — село в Україні, в Синельниківському районі Дніпропетровської області. Входить до складу Покровської селищної громади. Населення становить 92 особи.

## Географія
Село Христофорівка розміщене на відстані 0,5 км від села Бойкове (Запорізький район) і за 1,5 км від селища Тернувате (Запорізький район). У селі бере початок річка Балка Левицька. Поруч проходить залізниця, станція Гайчур за 2 км.

## Історія
Виникло в 1926 році на місці хутора з назвою Двір № 1, коли сюди переселились члени комуни «Маяк» з Полтавської губернії, де їм бракувало землі для обробітку.
Комунари назвали своє село Комунарівкою. Назва походить від слова «комуна», що в перекладі з латинської означає «група людей, які живуть разом». У першому десятилітті радянська влада створювала в селах сільськогосподарські комуни, з яких пізніше постали колгоспи.
Згідно з Указом Верховної Ради УРСР від 7 березня 1946 року, Двір № 1 перейменовано на село Комунарівка.
У 30-х роках актив комуни, яка досить прибутково вела своє господарство, був репресований і відісланий у далекі табори.
До 2016 року орган місцевого самоврядування — Андріївська сільська рада.
12 червня 2020 року, відповідно до розпорядження Кабінету Міністрів України № 709-р від «Про визначення адміністративних центрів та затвердження територій територіальних громад Дніпропетровської області», увійшло до складу Покровської селищної громади.
19 липня 2020 року, в результаті адміністративно-територіальної реформи і ліквідації Покровського району, село увійшло до складу новоутвореного Синельниківського району.